# Bothriomyrmex walshi
Bothriomyrmex walshi é uma espécie de inseto do gênero Bothriomyrmex, pertencente à família Formicidae.